# Love Island (2019)
A Love Island 2019 a brit Love Island párkereső valóságshowjának magyar változatának első szériája volt, amelyet az RTL Klubon sugároztak. A műsor mottója a Találd meg a szerelmed volt, amely utalt a játék körülményeire. A szerelmet megtalálni vágyók több héten át a szerelem szigetén, csodálatos környezetben kapnak lehetőséget arra, hogy ráleljenek életük párjára és közösen elvigyék a 20 millió forintos nyereményt, amivel megalapozhatják közös jövőjüket.
A külföldi szériákban már nem egy szerelmi sikertörténetet követhettek végig a nézők; voltak olyanok, akik megtalálták az igazit és összeházasodtak, egy másik - ugyancsak a tévéshow-ban egymásba szerető - párnak pedig már gyermeke is született. A cél most is a szerelem és az élethosszig tartó boldogság megtalálása.
2019. április 12-én az RTL Klub hivatalos weboldalán jelentették be a hírt, hogy 2019-ben indul a műsor első évada. A műsor első ajánlója 2019. április 12-én jelent meg az RTL Klub honlapján. A jelentkezés párkeresőnek ugyanezen a napon indult. Az október 13-án élőben megrendezésre kerülő finálét végül Zsófi és Tícián párosa nyerte meg.

## Műsorvezető
2019. április 12-én derült ki, hogy a Love Island első évadának műsorvezetője az Éjjel-nappal Budapest sztárja és a Szenzációs Négyes győztese, Bíró Lajos (művésznevén: Csóró Lali, eredeti nevén: Kamarás Norbert) lesz.

## Helyszín
A műsor forgatási helyszínére 2019. augusztus 13-án derült fény a Fókuszban, ezt megelőzően a műsor házigazdája folyamatosan kisebb-nagyobb nyomokat és érdekességeket osztott meg a szerelem szigetről a Love Island és az RTL hivatalos oldalain. Az első évadnak Ciprus adott otthont.

## A műsor menete
Az első széria 2019. szeptember 1-jén debütált, amelyben a nézők azonnal megismerkedtek az első párkeresőkkel. Az RTL Magyarország sajtótájékoztatóján került bejelentésre, hogy a Love Island egy online látható kísérőműsorral is jelentkezni fog. A párkereső show-val párhuzamosan futó Love Story a Love Islanddel kapcsolatos érdekességekről szólt, szintén Lali vezetésével, amely az első epizód előtti napon 2019. augusztus 31-én debütált az RTL Most-on. Az epizódok mindennap 21:05-kor kezdődtek és 22:25-ig tartottak. A műsor adott epizódjait másnap 17:20-kor lehet visszanézni az RTL II csatornáján. 2019. szeptember 8-tól vasárnaponként 10 perccel később, 21:15-kor került a műsor  adásba. Október 5-től pedig szombatonként az X-Faktor miatt a műsort 22 órai kezdéssel tűzték képernyőre. Az évadzárót, amelyet október 13-án tartottak élő adásban került megrendezésre a helyszínről.
| A Love Island műsorideje. | A Love Island műsorideje. | A Love Island műsorideje. | A Love Island műsorideje. |
| ------------------------- | ------------------------- | ------------------------- | ------------------------- |
|                           | Love Island               | ismétlés                  |                           |
| Mindennap                 | 21:05                     | 17:20                     |                           |

## Párkeresők
A műsor első párkeresőket 2019. augusztus 29-én este mutatták be.
| Név                         | Kor | Foglalkozás                          | Beköltözés ideje     | Státusz                      |
| --------------------------- | --- | ------------------------------------ | -------------------- | ---------------------------- |
| Zsófi (Németh Zsófia)       | 21  | terápiás lovasoktató, modell         | 2019. szeptember 1.  | Győztes (43. nap)            |
| Tícián (Lakatos Tícián)     | 19  | volt bokszoló                        | 2019. szeptember 1.  | Győztes (43. nap)            |
| Helga (Kovács Helga)        | 21  | biztosítási alkusz                   | 2019. szeptember 1.  | Második helyezett (43. nap)  |
| Tibi (Helmeczi Tibor)       | 27  | építési környezetvédő, testépítő     | 2019. szeptember 1.  | Második helyezett (43. nap)  |
| Karola (Engi Karola)        | 19  | modell                               | 2019. szeptember 1.  | Harmadik helyezett (43. nap) |
| Karola (Engi Karola)        | 19  | modell                               | 2019. szeptember 27. | Harmadik helyezett (43. nap) |
| Erik (Lőrincz Erik)         | 27  | ingatlanfejlesztési menedzser        | 2019. szeptember 1.  | Harmadik helyezett (43. nap) |
| Andi (Szarvas Andrea)       | 21  | modell, szépségkirálynő              | 2019. szeptember 5.  | Negyedik helyezett (43. nap) |
| Rajmi (Székely Rajmund)     | 23  | személyi edző                        | 2019. szeptember 8.  | Negyedik helyezett (43. nap) |
| Norbi (Boldizsár Norbert)   | 28  | biciklis futár                       | 2019. szeptember 24. | Kiesett (41. nap)            |
| Dávid (Albert Dávid)        | 25  | személyi edző                        | 2019. október 3.     | Kiesett (41. nap)            |
| Heni (Nemes Henrietta)      | 20  | N/A                                  | 2019. október 4.     | Kiesett (41. nap)            |
| Szinti (Oldal Szintia)      | 21  | sminktetováló                        | 2019. október 7.     | Kiesett (41. nap)            |
| Zsani (Ludva Zsanett)       | 30  | recepciós                            | 2019. szeptember 13. | Kiesett (37. nap)            |
| Bence (Ágoston Bence)       | 26  | személyi edző                        | 2019. szeptember 29. | Kiesett (37. nap)            |
| Panna (Csák Panna)          | 21  | fitcoach                             | 2019. október 2.     | Kiesett (39. nap)            |
| Luna (Luna Joanna Michelle) | 22  | N/A                                  | 2019. szeptember 21. | Kiesett (36. nap)            |
| Milán (Király Milán)        | 26  | bártender                            | 2019. szeptember 28. | Kiesett (36. nap)            |
| Diána (Dubela Diána)        | 22  | borszakértő, modell                  | 2019. szeptember 29. | Kiesett (33. nap)            |
| Alexa (Erdei Alexandra)     | 24  | kozmetikus                           | 2019. szeptember 16. | Kiesett (31. nap)            |
| Dani (Deczki Dániel)        | 21  | tanuló                               | 2019. szeptember 19. | Kiesett (28. nap)            |
| Geri (Fityma Gergő)         | 25  | személyi edző, építkezési vállalkozó | 2019. szeptember 24. | Kiesett (26. nap)            |
| Nia (Turi Xénia)            | 27  | DJ, influencer                       | 2019. szeptember 1.  | Kiesett (23. nap)            |
| Gergő (Szabó Gergő)         | 31  | gépészmérnök                         | 2019. szeptember 13. | Kiesett (23. nap)            |
| Gábor (Molnár Gábor)        | 25  | taxisofőr                            | 2019. szeptember 1.  | Feladta (19. nap)            |
| Kitti (Mekis Kitti)         | 28  | táncos                               | 2019. szeptember 1.  | Kiesett (18. nap)            |
| Máté (Szolnoki Máté)        | 23  | életművész                           | 2019. szeptember 10. | Kiesett (15. nap)            |
| Szilvi (Dósa Szilvia)       | 26  | felszolgáló                          | 2019. szeptember 3.  | Kiesett (12. nap)            |
| Patrik (Fábián Patrik)      | 26  | logisztikus                          | 2019. szeptember 1.  | Kiesett (12. nap)            |
| Ákos (Tóth Ákos)            | 30  | személyi edző                        | 2019. szeptember 1.  | Kiesett (2. nap)             |

## Párválasztás
Az első párok egyből a beköltözés után születtek meg. Miután az összes lány megérkezett a villába, a fiúknak kellett eldönteni, hogy melyik lánnyal szeretnének párt alkotni. Tibi Kittivel állt párba, Patrik Niával és Tícián Karolával, majd később a szabályoknak megfelelően a két, pár nélküli fiúnak kellett a megmaradt két lányból választania. Ákos végül Helgát választotta, Gábor pedig Zsófit.
|         | 1. nap       | 2. nap           | 6. nap           | 9. nap           | 15. nap           | 18. nap           | 20. nap           | 26. nap           | 28. nap           | 31. nap           | 33. nap           | 34. nap           | 39. nap           | Finálé                       |
| ------- | ------------ | ---------------- | ---------------- | ---------------- | ----------------- | ----------------- | ----------------- | ----------------- | ----------------- | ----------------- | ----------------- | ----------------- | ----------------- | ---------------------------- |
| Zsófi   | Gábor        | Gábor            | Tícián           | Tícián           | Tícián            | Tícián            | Tícián            | Tícián            | Tícián            | Tícián            | Tícián            | Tícián            | Tícián            | Győztes (43. nap)            |
| Tícián  | Karola       | Karola           | Zsófi            | Zsófi            | Zsófi             | Zsófi             | Zsófi             | Zsófi             | Zsófi             | Zsófi             | Zsófi             | Zsófi             | Zsófi             | Győztes (43. nap)            |
| Helga   | Ákos         | Patrik           | Patrik           | Rajmi            | Gergő             | Gergő             | Gergő             | Dani              | Tibi              | Tibi              | Tibi              | Tibi              | Tibi              | Második helyezett (43. nap)  |
| Tibi    | Kitti        | Kitti            | Karola           | Szilvi           | Zsani             | Zsani             | Zsani             | Luna              | Helga             | Helga             | Helga             | Helga             | Helga             | Második helyezett (43. nap)  |
| Karola  | Tícián       | Tícián           | Tibi             | villán kívül     | villán kívül      | villán kívül      | villán kívül      | villán kívül      | Erik              | Erik              | Erik              | Erik              | Erik              | Harmadik helyezett (43. nap) |
| Erik    | —            | Nia              | Andi             | Andi             | Andi              | Andi              | Andi              | Alexa             | Karola            | Karola            | Karola            | Karola            | Karola            | Harmadik helyezett (43. nap) |
| Andi    | villán kívül | villán kívül     | Erik             | Erik             | Erik              | Erik              | Erik              | Rajmi             | Rajmi             | Rajmi             | Rajmi             | Rajmi             | Rajmi             | Negyedik helyezett (43. nap) |
| Rajmi   | villán kívül | villán kívül     | villán kívül     | Helga            | Nia               | Alexa             | Nia               | Andi              | Andi              | Andi              | Andi              | Andi              | Andi              | Negyedik helyezett (43. nap) |
| Norbi   | villán kívül | villán kívül     | villán kívül     | villán kívül     | villán kívül      | villán kívül      | villán kívül      | Zsani             | Zsani             | Diána             | Panna             | –                 | Heni              | Kiesett (41. nap)            |
| Dávid   | villán kívül | villán kívül     | villán kívül     | villán kívül     | villán kívül      | villán kívül      | villán kívül      | villán kívül      | villán kívül      | villán kívül      | villán kívül      | Panna             | Szintia           | Kiesett (41. nap)            |
| Heni    | villán kívül | villán kívül     | villán kívül     | villán kívül     | villán kívül      | villán kívül      | villán kívül      | villán kívül      | villán kívül      | villán kívül      | villán kívül      | villán kívül      | Norbi             | Kiesett (41. nap)            |
| Szintia | villán kívül | villán kívül     | villán kívül     | villán kívül     | villán kívül      | villán kívül      | villán kívül      | villán kívül      | villán kívül      | villán kívül      | villán kívül      | villán kívül      | Dávid             | Kiesett (41. nap)            |
| Panna   | villán kívül | villán kívül     | villán kívül     | villán kívül     | villán kívül      | villán kívül      | villán kívül      | villán kívül      | villán kívül      | villán kívül      | Norbi             | Dávid             | Kiesett (38. nap) | Kiesett (38. nap)            |
| Zsani   | villán kívül | villán kívül     | villán kívül     | villán kívül     | Tibi              | Tibi              | Tibi              | Norbi             | Norbi             | Bence             | Bence             | Bence             | Kiesett (37. nap) | Kiesett (37. nap)            |
| Bence   | villán kívül | villán kívül     | villán kívül     | villán kívül     | villán kívül      | villán kívül      | villán kívül      | villán kívül      | villán kívül      | Zsani             | Zsani             | Zsani             | Kiesett (37. nap) | Kiesett (37. nap)            |
| Luna    | villán kívül | villán kívül     | villán kívül     | villán kívül     | villán kívül      | villán kívül      | villán kívül      | Tibi              | Milán             | Milán             | Milán             | Milán             | Kiesett (36. nap) | Kiesett (36. nap)            |
| Milán   | villán kívül | villán kívül     | villán kívül     | villán kívül     | villán kívül      | villán kívül      | villán kívül      | villán kívül      | Alexa, Luna       | Luna              | Luna              | Luna              | Kiesett (36. nap) | Kiesett (36. nap)            |
| Diána   | villán kívül | villán kívül     | villán kívül     | villán kívül     | villán kívül      | villán kívül      | villán kívül      | villán kívül      | villán kívül      | Norbi             | Kiesett (33. nap) | Kiesett (33. nap) | Kiesett (33. nap) | Kiesett (33. nap)            |
| Alexa   | villán kívül | villán kívül     | villán kívül     | villán kívül     | villán kívül      | Rajmi             | Dani              | Erik              | Milán             | Kiesett (31. nap) | Kiesett (31. nap) | Kiesett (31. nap) | Kiesett (31. nap) | Kiesett (31. nap)            |
| Dani    | villán kívül | villán kívül     | villán kívül     | villán kívül     | villán kívül      | villán kívül      | Alexa             | Helga             | Kiesett (28. nap) | Kiesett (28. nap) | Kiesett (28. nap) | Kiesett (28. nap) | Kiesett (28. nap) | Kiesett (28. nap)            |
| Geri    | villán kívül | villán kívül     | villán kívül     | villán kívül     | villán kívül      | villán kívül      | villán kívül      | Kiesett (26. nap) | Kiesett (26. nap) | Kiesett (26. nap) | Kiesett (26. nap) | Kiesett (26. nap) | Kiesett (26. nap) | Kiesett (26. nap)            |
| Nia     | Patrik       | Erik             | Gábor            | Gábor            | Rajmi             | Gábor             | Rajmi             | Kiesett (23. nap) | Kiesett (23. nap) | Kiesett (23. nap) | Kiesett (23. nap) | Kiesett (23. nap) | Kiesett (23. nap) | Kiesett (23. nap)            |
| Gergő   | villán kívül | villán kívül     | villán kívül     | villán kívül     | Helga             | Helga             | Helga             | Kiesett (23. nap) | Kiesett (23. nap) | Kiesett (23. nap) | Kiesett (23. nap) | Kiesett (23. nap) | Kiesett (23. nap) | Kiesett (23. nap)            |
| Gábor   | Zsófi        | Zsófi            | Nia              | Nia              | Kitti             | Nia               | Feladta (19. nap) | Feladta (19. nap) | Feladta (19. nap) | Feladta (19. nap) | Feladta (19. nap) | Feladta (19. nap) | Feladta (19. nap) | Feladta (19. nap)            |
| Kitti   | Tibi         | Tibi             | —                | Patrik           | Gábor             | Kiesett (18. nap) | Kiesett (18. nap) | Kiesett (18. nap) | Kiesett (18. nap) | Kiesett (18. nap) | Kiesett (18. nap) | Kiesett (18. nap) | Kiesett (18. nap) | Kiesett (18. nap)            |
| Máté    | villán kívül | villán kívül     | villán kívül     | villán kívül     | Kiesett (14. nap) | Kiesett (14. nap) | Kiesett (14. nap) | Kiesett (14. nap) | Kiesett (14. nap) | Kiesett (14. nap) | Kiesett (14. nap) | Kiesett (14. nap) | Kiesett (14. nap) | Kiesett (14. nap)            |
| Szilvi  | villán kívül | villán kívül     | –                | Tibi             | Kiesett (12. nap) | Kiesett (12. nap) | Kiesett (12. nap) | Kiesett (12. nap) | Kiesett (12. nap) | Kiesett (12. nap) | Kiesett (12. nap) | Kiesett (12. nap) | Kiesett (12. nap) | Kiesett (12. nap)            |
| Patrik  | Nia          | Helga            | Helga            | Kitti            | Kiesett (12. nap) | Kiesett (12. nap) | Kiesett (12. nap) | Kiesett (12. nap) | Kiesett (12. nap) | Kiesett (12. nap) | Kiesett (12. nap) | Kiesett (12. nap) | Kiesett (12. nap) | Kiesett (12. nap)            |
| Ákos    | Helga        | Kiesett (2. nap) | Kiesett (2. nap) | Kiesett (2. nap) | Kiesett (2. nap)  | Kiesett (2. nap)  | Kiesett (2. nap)  | Kiesett (2. nap)  | Kiesett (2. nap)  | Kiesett (2. nap)  | Kiesett (2. nap)  | Kiesett (2. nap)  | Kiesett (2. nap)  | Kiesett (2. nap)             |

## Heti összefoglaló
A Love Island főbb eseményei összefoglalva hétről hétre egy táblázatban.
| 1. hét | Beköltözők | - Első nap: Ákos, Erik, Gábor, Helga, Karola, Kitti, Nia, Patrik, Tibi, Tícián és Zsófi költöztek be elsőként. - Harmadik nap: Ákos kiesése után Szilvi érkezett a villába. - Ötödik nap: egy új lány költözött a villába Andi személyében. |
| 1. hét | Párválasztás | - Első nap: a Párkeresők először választottak párt. Miután mindegyik lány megérkezett, a fiúknak kellett választani melyik lánnyal szeretnének párt alkotni. Tibi Kittivel állt párba, Patrik Niával és Tícián Karolával, majd később Ákos Helgát választotta, Gábor pedig Zsófit. - Második nap: Eriknek az első nap nem jutott pár, így az azt követőn neki kellett egy meglévő párból választani magának, majd ezek után mindegyik párkereső ismét szingli lett. Ezúttal a lányoknak adódott a lehetőség, hogy először választhassanak párt. Zsófi Gábort, Kitti Tibit, Karola Tíciánt, Helga pedig Patrikot választotta. - Hatodik nap: ezen a napon ismét párválasztást tartottak, amelyben Erik Andit, Gábor Niát, Tícián Zsófit, Patrik Helgát, Tibi pedig Karolát választotta. Mivel a villában kettővel több lány tartózkodott, nekik nem jutott pár: ők Kitti és Szilvi voltak. |
| 1. hét | Feladatok | - Második nap: Dobj egy csókot – ebben a feladatban a párkeresők egy kör alakú forgó falra voltak rögzítve, eközben a másik nemből való játékosnak az volt a feladata, hogy eltalálja őket. Amennyiben a találat sikeres volt, a játékvezető egy állítást mondott, és a célzó játékosnak csókkal kellett eldönteni, hogy melyik személyre igaz az állítás. - Negyedik nap: Pajzán pizza – ebben a játékban a pároknak kéz nélkül kellett pizzát formázni, majd arra feltétet helyezni. A nyertes pizza Karoláé és Tíciáné lett. - Ötödik nap: Égő vágy – ennél a feladatnál fiúknak tűzoltóként kellett megmenteni párjukat. |
| 1. hét | Randik | - Második nap: a pár nélkül maradt Eriknek két randipartnert kellett választania. A választás Niára és Zsófira esett. - Harmadik nap: a második párválasztás után két új pár jött létre, Nia és Erik illetve Helga és Patrik. Nekik a következő napon lehetőségük nyílt jobban megismerni egymást a tenger melletti sziklás területen egy randevú keretei közt. - Negyedik nap: Szilvi érkezése utáni délelőttön üzenetet kapott, amely után meg kellett neveznie két fiút akikkel egy villán belüli randit tölthetett el. Az üzenet után Szilvi Tibit és Patrikot nevezte meg. - Hatodik nap: az ötödik napon tartott égő vágy című játékban a lányok szerint Gábor volt a legdögösebb tűzoltó, így jutalma egy villán kívüli randi volt, amelyre neki kellett két lányt megjelölni. A választás Niára és Kittire esett. A randi végéhez érve Gábor üzenetet kapott, amelyben az állt, hogy a két lány közül csak eggyel folytathatja a randit. Gábor végül Niával maradt kettesben. - Hetedik nap: az újabb párválasztás után Zsófinak és Tíciánnak lehetősége lett első randijuk eltöltésére, szintúgy mint Karolának és Tibinek. A nap végén Andi és Erik üzenetet kaptak, amelyben az ő festményük sikerült a legjobban. Jutalmuk egy villa-lugasban töltött randi volt. |
| 1. hét | Távozások | - Második nap: a második párválasztás után Ákosnak nem maradt párja, így neki azonnal távoznia kellett. |
| 2. hét | Beköltözők | - Nyolcadik nap: Egy héttel a játék kezdete után ismét fiú érkezett a villába, nem más, mint Rajmi. - Tizedik nap: a tipi-tapi játék során egy új játékos állt be a fiúk közé, Máté. - Tizenharmadik nap: a lányok villán kívüli csajos napot tartottak, ahol a felszolgáló fiú (Gergő) mutatkozott be, mint új lakó. Eközben a fiúkhoz Zsani érkezett. |
| 2. hét | Párválasztás | - Kilencedik nap: a második hét első párválasztásán Andi és Erik, Zsófi és Tícián, Nia és Gábor előző párjukat választották. Új párként folytatta a versenyt Kitti és Patrik, Helga és Rajmi valamint Szilvi és Tibi. |
| 2. hét | Feladatok | - Tizedik nap: Tipi-tapi – a fiúk egy fal előtt álltak, a lányoknak pedig a fal mögül kellett a fiúk testét tapogatni, majd pontozni az általuk legjobb hármat. A játék nyertese Patrik lett. - Tizenkettedik nap: Virágról virágra – ebben a játékban a fiúknak állításokat tettek fel amelyek közül választaniuk kellett, hogy szerintük melyik lányra igaz. Amelyik lányt választották, tőlük kellett nektárt szívni. A feladat nyertese Tibi lett, hiszen ő gyűjtötte a legtöbb nektárt. |
| 2. hét | Randik | - Nyolcadik nap: Rajmi beköltözése után üzenetet kapott, amelyben három lányt kellett megneveznie, akikkel röplabda randin vett részt. A három választott játékos Karola, Helga és Kitti volt. - Kilencedik nap: a játékosoknak meg kellett választaniuk a villa legszerelmesebb párját, összesítve Andi és Erik nyerték el ezt a címet. Jutalmuk egy tengerben lévő hajóroncs melletti randi volt. - Tizedik nap: Máté első estéjén üzenetet kapott, amelyben az állt, hogy egy rapid randi keretein belül jobban megismerheti a lányokat. - Tizenegyedik nap: Máténak ismét lehetősége volt a lányokat jobban megismerni, de ezúttal közülük csak kettőt. Végül Zsófival és Helgával vett részt egy golfrandin. Később választani kellett, hogy ki az az egy lány akivel tovább szeretné folytatni a randit, aki Zsófi lett, így ő maradt kettesben Mátéval. |
| 2. hét | Távozások | - Nyolcadik nap: az adott napon a párválasztás során Karola pár nélkül maradt, ezért távoznia kellett. - Tizenkettedik nap: a tizedik napon a nézők arról szavazhattak az adás közben, hogy melyik párkereső szerelmi életére a kíváncsibbak a leginkább? Később kiderült, hogy az a két lakó, akik a legkevesebb szavazatot kapták ők kiesnek. Ez a két játékos Szilvi és Patrik volt. - Tizennegyedik nap: Gergőnek új beköltözőként lehetősége volt egy hármas randira. A három választott lány: Andi, Helga és Nia volt. A lányok a randi közben üzenetet kaptak, amelyben az állt, hogy nekik kell dönteni ki legyen az az egy lány aki marad? A lányok Helgát szavazták meg, így ő maradt kettesben Gergővel. Ugyanezen a napon Zsaninak is üzenete érkezett, hogy Tibivel kettesben tölthet el egy randit, ahol jobban megismerhetik egymást. |
| 3. hét | Beköltözők | - Tizenhatodik nap: a párválasztást követő napon egy újabb játékos (Alexa) csatlakozott. - Tizenkilencedik nap: ezen a napon egy új fiú, Dani csatlakozott a párkeresőkhöz. - Huszonegyedik nap: Gergő, Dani és Tibi srácos napján egy lány várta őket a tengerpart melletti bárban, aki az új beköltöző volt, Luna. |
| 3. hét | Párválasztás | - Tizenötödik nap: meglévő párként folytatják a játékot: Andi és Erik illetve Zsófi és Tícián, új párként pedig Nia és Rajmi, Kitti és Gábor, Helga és Gergő valamint Zsani és Tibi. - Tizenhetedik nap: Alexának új beköltözőként nem volt párja, így ezen a napon lehetősége volt magának választani egyet, aki Rajmi lett. - Tizennyolcadik nap: az előző párválasztáshoz képest minden pár ugyanúgy választott, kivéve Nia és Gábor, akik ismét párként folytatták a versenyt. - Huszadik nap: egy újabb párválasztás során új párként folytatta a játékot Alexa és Dani, Nia és Rajmi ismét egy párt alkottak, a többiek pedig maradtak meglévő társuknál. |
| 3. hét | Feladatok | - Tizennegyedik nap: téli olimpia – ebben a játékban a pároknak először egy jégből kellett egy sípot kiolvasztani, majd hóembert építeni homokból, végül három tárgyat átvinni tandem sílécekkel egyik oldalról a másikra. Az olimpia nyertese Nia és Tícián lett. - Tizenkilencedik nap: Krémálom – ebben a feladatban egy tortát kellett feldíszíteni úgy, hogy a párok össze voltak kötve egy köténnyel, a lányok adták a fiúknak az instrukciókat, hogyan díszítsék. Eközben a fiúknak a szeme be volt kötve. A játék végén a lányoknak lehetősége volt az elkészült tortát azoknak a fiúknak akik a lányokat valamilyen módon megbántották. - Huszonegyedik nap: Habos dudák – az adott feladatban a fiúknak az volt a feladata, hogy egy autót a lehető legjobb módon bemocskoljanak, majd a lányoknak kellett szexin letakarítani, közben a fiúk vízzel locsolták őket. |
| 3. hét | Randik | - Tizenhatodik nap: Alexának új lakóként három fiút vihetett el randizni az első estéjén. Randipartnerei Tibi, Gábor és Gergő volt. - Tizenhetedik nap: ezen a napon ismét Alexának volt lehetősége egy villán kívüli randira, ahol választott randipartnerével, Gergővel mentek el egy hajóútra, majd halásztak. - Tizennyolcadik nap: Zsófi és Tícián egy extrém randin vehettek részt, amelyben a tenger fölött ejtőernyőzhettek. - Huszadik nap: Dani új beköltözőként Alexát vitte el randira. - Huszonegyedik nap: Luna új beköltözőként Gergővel, Danival és Tibivel találkozott először egy randi keretein belül. |
| 3. hét | Távozások | - Tizenötödik nap: Máté a párválasztás során egyedül maradt, így távoznia kellett. - Tizennyolcadik nap: Kitti a párválasztás során egyedül maradt, ezzel a játék számára véget ért. - Tizenkilencedik nap: Gábor sérülése orvosi beavatkozást igényelt, így kénytelen volt feladni a játékot. |
| 4. hét | Beköltözők | - Huszonnegyedik nap: ez volt az első alkalom, hogy egy adott nap két fiú költözött be a villába, Geri és Norbi. - Huszonhetedik nap: Karola új esélyt kapott a nézőktől, így újra visszaköltözhetett a villába. - Huszonnyolcadik nap: egy új fiú érkezett a villába, Milán személyében. |
| 4. hét | Párválasztás | - Huszonhatodik nap: az előző párválasztáshoz képest mindenki új párban folytatta tovább a játékot, kivéve Zsófi és Tícián. Az újonnan létrejött párok: Helga és Dani, Luna és Tibi, Erik és Alexa, Andi és Rajmi valamint Zsani és Norbi. - Huszonnyolcadik nap: Milán beköltözését követően párválasztást tartottak. Mivel Milán még nem ismerte a lányokat így az akar-lakban való randikból kiindulva két lányt választhatott ideiglenes párnak. A választás Alexára és Lunára esett. Új párként folytatta tovább a versenyt Helga és Tibi valamint Karola és Erik, az párválasztástól eltérően további változás nem történt. |
| 4. hét | Feladatok | - Huszonhetedik nap: Ezt dobta a gép – a huszonötödik adás alatt a nézőknek az applikáción feltett kérdésekből ki kellett választani azokat a párkeresőket, akikre szerintük az adott állítás igaz. Ebben a játékban a lakóknak kellett tippelni, hogy szerintük kiket szavaztak meg a nézők. Aki eltalált egyet, az kapott pontot, aki nem, arra büntetés várt. |
| 4. hét | Randik | - Huszonharmadik nap: Zsófi és Tícián között napok óta kisebb-nagyobb nézeteltérések jöttek létre, így lehetőséget kaptak, hogy megbeszéljék ezeket egy randin. - Huszonötödik nap: Luna ezen a napon Danit elvitte egy vidámparkba randizni. - Huszonhetedik nap: Andi és Rajmi egy randi keretein belül kettesben töltötték a napot, ahol váratlan meglepetés lepte meg őket. - Huszonnyolcadik nap: Milán mint új beköltöző az akar-lakban várta a lányokat, hogy jobban megismerhesse őket. |
| 4. hét | Távozások | - Huszonharmadik nap: a huszadik napon a játékosoknak azt kellett eldönteni, hogy melyik párok a leggyengébbek. A nézők közülük Alexát és Danit megmentették, viszont a huszonkettedik napon a játékosok 24 órát kaptak arra, hogy Nia, Helga, Rajmi és Gergő közül eldöntsék melyik lány és melyik fiúnak kell elhagynia a villát. A közös döntés eredményeképpen Niának és Gergőnek ért véget a játék. - Huszonhatodik nap: a párválasztás során az újonnan beköltözött Gerinek nem sikerült párt találnia, így neki kellett hazamenni. - Huszonnyolcadik nap: Dani pár nélkül maradt az adott napi párválasztáson, ezért a villát el kellett hagynia. |
| 5. hét | Beköltözők | - Huszonkilencedik nap: ezen a napon két új szerelemre vágyó érkezett a villába, előbb Diána, majd Bence. - Harminckettedik nap: Zsani és Tibi masszőrje a masszázs után felfedte magát, mint Panna, az új lakó. - Harmincharmadik nap: Diána távozása után a lányokhoz két fiú ment be egyesével, majd nekik kellett eldönteni, hogy Csaba vagy Dávid legyen a legújabb párkereső. A lányok végül utóbbi fiút tartották bent. - Harmincötödik nap: Két új lány érkezett, Heni és Szandra, akik közül a fiúknak egy rapid randi után kellett dönteni, hogy melyik lányt szeretnék bent tartani a villában. A fiúk végül Henit választották. |
| 5. hét | Párválasztás | - Harmincegyedik nap: ezen a napon ismét a fiúk választottak. Az előző párválasztáshoz képest az újonnan alakult párok Zsani és Bence, Diána és Norbi valamint Luna és Milán voltak. - Harmincharmadik nap: a két nappal előbbi választáshoz képest csak Norbi és Panna folytatták új párként, a többiek maradtak előző jelöltüknél. - Harmincnegyedik nap: ezen a napon a lányok választottak párt. A ceremónia végén Norbi maradt egyedül, aki nem távozott a játékból. |
| 5. hét | Feladatok | - Huszonkilencedik nap: Mr. erő – ebben a játékban a fiúk azt mutatták meg, mennyire erősek. Rangsorolni kellett a lányokat, akiket dobogóra kellett felemelni. A játék lényege az volt, hogy a fiúk által legszebbnek/legszimpatikusabbnak talált lány került a dobogó legmagasabb fokára. - Harminckettedik nap: Szupercsajok – Helga kivételével a lányoknak az volt a feladatuk, hogy a fenekükkel dinnyéket törjenek szét, közben a fiúk buzdították őket. |
| 5. hét | Randik | - Huszonkilencedik nap: Helga és Tibi üzenetet kaptak, amelyben az állt, hogy elmehetnek randizni, ahol végül agyagozás volt a program. - Harmincadik nap: Dia új beköltözőként Eriket és Norbit nevezte meg randipartnereinek, akikkel egy spaban töltötte a napot, majd utóbbi fiúval maradt kettesben. - Harminckettedik nap: Karola és Erik a szigetország tengerpartjánál búvárkodtak, majd a sziklás parton pezsgő mellett megbeszélték a kapcsolatukat. - Harmincnegyedik nap: Dávid Pannát választotta randipartnernek, ők végül egy kajakozáson vettek részt. |
| 5. hét | Távozások | - Harmincegyedik nap: Alexa az ötödik hét első párválasztásán egyedül maradt, így a játékot el kellett hagynia. - Harmincharmadik nap: Diánának nem jutott pár az adott társválasztásnál, ezért ő távozott a villából. |
| 6. hét | Beköltözők | - Harminchetedik nap: Zsani és Milán távozása után egy hatalmas ajándékdobozban a verseny utolsó lakója, Szintia érkezett a villába. |
| 6. hét | Párválasztás | - Harminckilencedik nap: az előző párválasztáshoz képest új párként folytatta Heni és Norbi valamint Szintia és Dávid. |
| 6. hét | Feladatok | - Harminchatodik nap: Hibáz és ázz – a lakók egyesével álltak egy vödör alá, amely tele volt vízzel. A műsorvezető állításokat tett fel, a vödör alatt álló párkeresőknek pedig el kellett dönteni, hogy ezek igazak vagy hamisak. Aki nem találta el, arra a víz ráömlött a vödörből. - Harminckilencedik nap: Kéz a kézben – ennél a feladatnál a párkeresők férfi tagjának kellett az adott pár női tagját a kezében tartania, míg a lány lógott. A játékot az a páros nyerte, akik legtovább bírták tartani egymás. - Negyvenegyedik nap: mézes hetek – a műsor utolsó játékában a pároknak egy esküvői feladatban kellett részt venni, ahol a műsorvezető összeadta a párokat. A házasságot egy csókkal kellett megpecsételni, majd nászútra vinni az arát. A páros tagjainak melltartót és övet kellett letépni. A nászéjszaka pedig a párosok ágyba ugrásával ért véget. |
| 6. hét | Randik | - Harminchatodik nap: míg a párkeresők villán kívül játszottak, Heni, Bence és Erik a villában ismerkedtek jobban egymással. - Harminchetedik nap: a lakók úgy döntöttek, hogy Heni és Bence érdemlik meg legjobban az együtt töltött időt, így ők kaptak randira lehetőséget. - Harmincnyolcadik nap: Szintia első reggelén Eriket választotta, akivel reggelizős randin vett részt. - Harminckilencedik nap: míg a párkeresők játékban vettek részt, addig az új beköltöző, Szintia és Norbi a villában töltötték a napot. - Negyvenedik nap: miután a lakók kiskutyákat kaptak, Zsófinak és Tíciánnak, valamint Szintiának és Dávidnak adódott a lehetőség, hogy elvigyék magukkal a saját kiskutyájukat randira. - Negyvenkettedik nap: a finalistáknak utoljára ezen a napon lehetőségük volt randizni. |
| 6. hét | Távozások | - Harminchatodik nap: a nézők szavazása alapján Luna és Milán kapták a legkevesebb szavazatot az előző napi szavazáson, így nekik azonnal távozni kellett. - Harminchetedik nap: Panna és Dávid valamint Zsani és Milán veszélyzónába kerültek, így a lakóknak kellett választani kit küldenek haza. Végül az utóbbi páros hagyta el a villát. - Harminckilencedik nap: Panna ezen a napon elhagyta a villát, hiszen pár nélkül maradt a párválasztáson. - Negyvenegyedik nap: A nézőknek a számukra legszimpatikusabb párról kellett dönteni, az utolsó két helyen végzett párosnak (Szintia és Dávid valamint Heni és Norbi) véget ért a Love Island. |
| Finálé | A finálé 21:20-kor kezdődött és élőben közvetítették az RTL Klubon. A szavazást már az előző napi adás után elindult, amit a döntő második szünete után zártak le. Ezután hirdették ki a negyedik helyen végzett párt, akik Andi és Rajmi lettek. Ugyanennél a szavazásnál a harmadik helyen Karola és Erik végzett. Másodikak Helga és Tibi lettek, így a 2019-es Love Island győztes párja Zsófi és Tícián lett. | A finálé 21:20-kor kezdődött és élőben közvetítették az RTL Klubon. A szavazást már az előző napi adás után elindult, amit a döntő második szünete után zártak le. Ezután hirdették ki a negyedik helyen végzett párt, akik Andi és Rajmi lettek. Ugyanennél a szavazásnál a harmadik helyen Karola és Erik végzett. Másodikak Helga és Tibi lettek, így a 2019-es Love Island győztes párja Zsófi és Tícián lett. |

## Nézettség
Az adások 21:05-kor kezdődtek, és 22:20-ig tartottak. Másnap délután az RTL II tűzte műsorra az ismétléseket.
A műsort a televíziós csatornákon túl az interneten is figyelemmel lehet követni. Az RTL Most honlapján, minden adás visszanézhetővé vált.
Jelmagyarázat
     – A Love Island legmagasabb nézettsége
     – A Love Island legalacsonyabb nézettsége
|           | Nézettség (ezer fő) | Nézettség (ezer fő) | Nézettség (ezer fő) | Nézettség (ezer fő) | Nézettség (ezer fő) | Nézettség (ezer fő) | Nézettség (ezer fő) |
| 1. hét    | 2. hét              | 3. hét              | 4. hét              | 5. hét              | 6. hét              | Finálé              |                     |
| --------- | ------------------- | ------------------- | ------------------- | ------------------- | ------------------- | ------------------- | ------------------- |
| Vasárnap  | 375                 | 234                 | 281                 | 305                 | 305                 | 294                 | 303                 |
| Hétfő     | 411                 | 348                 | 396                 | 393                 | 426                 | 382                 |                     |
| Kedd      | 353                 | 373                 | 392                 | 392                 | 423                 | 422                 |                     |
| Szerda    | 381                 | 395                 | 382                 | 340                 | 386                 | 413                 |                     |
| Csütörtök | 327                 | 401                 | 353                 | 413                 | 400                 | 364                 |                     |
| Péntek    | 366                 | 370                 | 372                 | 379                 | 436                 | 413                 |                     |
| Szombat   | 345                 | 315                 | 387                 | 342                 | 411                 | 407                 |                     |